# Jean-Marie Duvosquel
Jean-Marie Duvosquel, né le 29 janvier 1946 au Bizet à Ploegsteert, dans la ville de Comines-Warneton, et mort le 18 novembre 2023 à Auderghem, est un historien médiéviste belge spécialisé en géographie historique.
Il manifeste un intérêt précoce pour l'histoire locale et, après des études à l'Université libre de Bruxelles, joue un rôle notable dans le domaine académique. Sa carrière inclut un mandat au Fonds de la recherche scientifique, de nombreux postes au Crédit Communal de Belgique dont celui de secrétaire général Pro Civitate. Membre de l'Académie royale des sciences, des lettres et des beaux-arts de Belgique, il préside également la Commission royale d'histoire.
En tant qu'éditeur actif, il organise des expositions, dirige des publications et des collections. Il a également un impact important sur l'histoire régionale à Comines-Warneton et Saint-Hubert. Il laisse un héritage de 269 publications et 40 directions et coéditions de volumes.

## Biographie

### Jeunesse
Né le 29 janvier 1946 dans le hameau du Bizet à Ploegsteert, dans l'actuelle commune de Comines-Warneton, il passe sa jeunesse dans une maison située entre les douanes belge et française. Cette particularité éveille son intérêt pour la géographie historique. Il effectue ses études à Comines au sein de l'école communale des Cinq-Chemins puis de l'Athénée Royal de Comines où il achève ses études secondaires en section gréco-latines avec la plus grande distinction ainsi que la médaille du Gouvernement,.
Dès son entrée à l'Athénée Royal, en primaire, il publie des extraits de rédactions au sein du journal de l'école Sur les bords de la Lys. En 1959, âgé de 13 ans, il publie des notes de lectures historiques consacrée à l'origine étymologique du nom de Comines, les origines de la fête des Louches, la maison de la Clyte ainsi que Philippe de Commynes. Il doit son intérêt pour l'histoire locale aux publications d'André Schoonheere, historien local originaire de Comines-France. Il fréquente alors régulièrement les archives municipales de Comines France durant son adolescence. En 1961, âgé de 15 ans, il écrit quelques articles dans le quotidien L'Avenir du Tournaisis et collabore à la conception d'une exposition du Vieux Comines,.
En 1963, il s'engage dans le Comité Local d'Éducation Ouvrière de Comines et conçoit, en 1964, une exposition sur Philippe de Commynes. Il devient cette année-là membre du Parti socialiste. Alors âgé de 18 ans, sa notoriété l'amène à faire l'objet d'un article du Nord-Éclair qui indique qu'il consacre la totalité de son temps « à la recherche de documents anciens et au lancement du Foyer culturel Émile Gryson »,,.

### Vie estudiantine
Dès 1964, il entreprend des études d'Histoire à l'Université libre de Bruxelles. Il trouve l'inspiration auprès de certains professeurs en particulier avec qui il reste proche après ses études tels que Georges Despy, Jean Stengers, Maurice-Aurélien Arnould. En 1966, il reçoit le Prix Marguerite Bervoets décerné aux étudiants de Philosophie et Lettres de l'ULB de 1re et 2e candidature ayant obtenu les meilleurs résultats,.
Membre du Cercle d'histoire dès 1964, il en devient le président pour les années académiques 1966, 1967 et 1968,. Très impliqué dans les événements de mai 1968, il fonde avec Philippe Moureaux et Hervé Hasquin le Club Jules Destrée, lieu de réflexion politique,,.
Il termine ses études en septembre 1968 avec la plus grande distinction après avoir présenté son mémoire L'abbaye de Maroilles en Hainaut, de l'époque mérovingienne au XIe siècle.

### Carrière
Après avoir effectué en 1968-1969 son service militaire au service des Archives du Musée royal de l'Armée et de l'Histoire militaire, il obtient un mandat d'aspirant au Fonds National de la Recherche Scientifique. Il y développe un projet de thèse sur les évêques et chapitre cathédral de Cambrai du IXe au XIIIe siècle. C'est dans ce cadre qu'il participe au Séminaire d'histoire médiévale de Georges Despy et publie de nombreux articles universitaires. Son article intitulé Comines, ville de frontières, ou comment trouver les sources de son passé à la lumière de la géographie historique est considéré par ses pairs comme un modèle d'heuristique. Ses articles se démarquent également par le dépouillement de documents inexploités, l'édition de textes inédits et la confrontation des documents diplomatiques et nécrologiques.
Après son mandat au FNRS, il entre en fonction le 1er septembre 1973 au Crédit Communal de Belgique (CCB) en tant qu'attaché au Centre Culturel Pro Civitate. Il y fait carrière et devient successivement secrétaire général Pro Civitate (1980), chef du service culturel du Crédit communal (1981), chef du département culturel (1984-1997) et enfin conseiller culturel de la banque Dexia (1997-2001). Il y organise de nombreuses expositions, transforme le bulletin trimestriel du CCB en périodique scientifique, publie des dizaines d'ouvrages et de catalogues, crée et dirige des collections. Il édite notamment des sources cartographies, tels que celles issues des albums de Croÿ, en 27 volumes de 1985 à 1996, lance un atlas historique de Belgique (Historische Stedenatlas van België) et un atlas de photographies aériennes (Aéro-Atlas de Belgique). Il coordonne également le nouveau Dictionnaire des communes de Belgique paru en quatre volume en 1980 et 1981.
Bibliophile, son intérêt pour le monde de l'édition belge ou française des XIXe et XXe siècles l'amènent à endosser régulièrement des postes à responsabilités dans des musées, archives et bibliothèques comme la Bibliothèque royale de Belgique, les Archives générales du Royaume ou encore la Wittockiana.
En 1991, il rejoint l'Académie royale des sciences, des lettres et des beaux-arts de Belgique afin d'y diriger la classe des Lettres. En 1995, il rejoint la Commission royale d'histoire et en assume la présidence de 2008 à 2011. Il est également secrétaire de la Commission de la Biographie Nationale depuis 2011. En 1993, il devient professeur en faculté de Philosophie et Lettres à l'Université libre de Bruxelles et y enseigne les « Principes de gestion culturelle appliquée » ainsi que le cours de « Sources d'archives du Moyen Âge », succédant à André Uyttebrouck et à Jacques Nazet. En faculté de Sciences, il succède à Christian Vandermotten pour enseigner l'« Histoire du paysage ».

### Membre de commissions et éditeur
En parallèle de sa carrière professionnelle, il est actif au sein de plusieurs commissions relatives à l'Histoire et le Patrimoine. Il siège pendant 25 ans à la Commission royale des monuments et des sites, à la Commission royale belge de Folklore dès 1975 et le Conseil supérieur d'Ethnologie de la Communauté française de Belgique dès 1991.
Il y coédite plusieurs ouvrages comme la collection Tradition wallonne de 1990 à 2003. Il intègre également le comité de rédaction de la Revue belge de philologie et d'histoire dont il devient directeur de 1984 à 2008. Il permet de sauver financièrement la revue et développer son rayonnement international. Il est également un important collaborateur du projet d'Encyclopédie du Mouvement wallon et devient administrateur de l'Institut Jules Destrée en 1993, puis président de 2002 à 2008.

### Décès
Dès le début des années 2020, Jean-Marie Duvosquel souffre de divers problèmes de santé et troubles neuro-vasculaires. Il meurt le 18 novembre 2023 des suites d'une maladie,. Son parcours et ses accomplissements sont retracés dans la presse ainsi qu'au sein des différentes Société d'Histoire et Commission auxquelles il avait participé. Ses nombreuses contributions sont notamment rappelées en pointant l'article de Jean Pol Weber qui les énumère dans sa Bibliographie de Jean-Marie Duvosquel : un total de 269 publications et 40 directions ou coéditions de volumes.

## Vie privée
Jean-Marie Duvosquel épouse Andrée Molle le 1er juillet 1972. Sa femme, originaire de Saint-Hubert, est à l'origine de son second intérêt historique principal puisqu'il y séjourne peu après leur mariage dans leur maison familiale. De leur couple naît deux enfants : Françoise et Mathieu. Leur fils, Mathieu, décède le 20 mars 2013.
Bibliophile, il constitue une importante collection d'ouvrages incluant des éditions rares liées à Philippe de Commynes. Son importante collection est léguée à la Société d'Histoire de Comines-Warneton.

## Intérêts historiques régionaux

### Comines-Warneton
Secrétaire de rédaction de la Société d'histoire de Comines-Warneton et de la région, il est responsable de l'édition de la revue annuelle, intitulée Mémoires de la Société d'Histoire de Comines-Warneton et de la région depuis le tome 1 (1971). Jusqu'en 2020, il y rédige une chronique annuelle dans laquelle il dresse le bilan des activités et des recherches de l'année écoulée. Au sein des Mémoires, il publie diverses études sur Comines et sa région, tout en faisant de la bibliothèque du Centre de documentation de la Société d'histoire un instrument de travail pour la recherche historique régionale. Les articles traitent de documents inédits et cartographiques dont bénéficie la région au sens large (Mouscron, Courtrai, Tournai, Ypres). Il recevra par ailleurs différents titres honorifiques au sein de ces villes : citoyen d'honneur d'Ypres (1994) et de Comines (2011), médaillé de la Ville de Tournai (1992). La région du Nord-Pas-de-Calais s'insère également dans ce rayonnement, car il est devenu membre de plusieurs commissions historiques régionales. Il est notamment chargé en 1980 de la direction du Bulletin d'histoire de Belgique de la Revue du Nord. Il organise à Comines le congrès du renouveau de la Fédération des Cercles d'Histoires et d'Archéologie de Belgique (45e Congrès, 1980).

### Saint-Hubert
À Hatrival, il édite des documents historiques, notamment en matière démographique. Il condense en trois volumes l'histoire du village d'Hatrival et souligne l'importance et la difficulté de l'exercice méthodologique de l'histoire locale. Il est à l'origine d'une revue d'histoire régionale (Saint-Hubert d'Ardenne. Cahiers d'histoire) et de deux collections de monographies (Publications du Centre Pierre-Joseph Redouté ; Saint-Hubert, Art-histoire-Folklore). De 2005 à 2018, il siège au comité de rédaction de la revue De la Meuse à l'Ardenne et est membre étranger de la section historique de l'Institut Grand-Ducal de Luxembourg depuis 1996.

### Bruxelles
Bruxelles et, en particulier, Berchem-Sainte-Agathe, font également l'objet de son intérêt. Il rédige plusieurs études topographiques et co-édite en 2000 avec Claire Billen une synthèse de référence. Il est membre de la fondation pour les Arts et du conseil d'administration de l'ASBL Quartier des Arts. Il reste très proches des Archives de la Ville où il siège au comité de rédaction des Cahiers Bruxellois. Il est nommé en 2010 vice-président de la Société royale d'archéologie de Bruxelles,.

## Publications
Cette section présente une sélection des publications. Pour une bibliographie complète, voir Bibliographie de Jean-Marie Duvosquel.
- Jean-Marie Duvosquel et Alain Dierkens, Villes et campagnes au moyen-âge : mélanges Georges Despy, Perron, 1991 (ISBN 978-2-87114-064-1, lire en ligne)
- Jean-Marie Duvosquel, Jacques Deraeve, Luk Lambrecht et Gérard Georges Lemaire, Paysages : vision contemporaine, Crédit communal, 1991 (ISBN 978-2-87193-140-9, lire en ligne)
- Roger Berger, Alain Salamagne, Bernard Delmaire et Jean-Marie Duvosquel, Comté d'Artois VII : bailliages d'Aire, Bapaume, Béthune, Hesdin, Lens, Lillers et Saint-Omer, villes fortes, 0023. T. XXIII, Crédit communal, 1992 (ISBN 978-2-87193-157-7, lire en ligne)
- Jean-Marie Duvosquel, Maison Teirlinck, Joost De Geest et Galerie du Crédit communal, Le fauvisme brabançon : la collection François Van Haelen, Crédit communal, coll. « Monographies de l'art moderne », 1994 (ISBN 978-2-87193-196-6, lire en ligne)
- Roger Calcoen, Hossam Elkhadem, Jean-Paul Heerbrant et Jean-Marie Duvosquel, Le cartographe Gérard Mercator 1512-1594 : Bibliothèque royale Albert Ier, Bruxelles ; Anvers, Musée Plantin-Moretus ; Saint-Nicolas, Musée Mercator, Crédit communal, 1994 (ISBN 978-2-87193-202-4, lire en ligne)
- Alain Dierkens, Jean-Marie Duvosquel, Klaus Freckmann et Norbert Kühn, Le culte de saint Hubert en Rhénanie, Crédit communal, coll. « Saint-Hubert en Ardenne : art - histoire - folklore », 1995 (ISBN 978-2-87193-216-1, lire en ligne)
- Jean-Marie Duvosquel, Aerodata, Paul De Candt et Aquaterra, Brabant wallon et Bruxelles : aéroatlas : échelle 1:10 000, Lannoo, coll. « Aéroatlas », 1995 (ISBN 978-90-209-2686-6, lire en ligne)
- Jan Dewilde, Jean-Marie Duvosquel, Anne-Marie Meessen-Doneux et Judith Ogonovszky-Steffens, Charles Degroux (1825-1870) et le réalisme en Belgique, Crédit communal, coll. « Monographies de l'art moderne », 1995 (ISBN 978-2-87193-217-8, lire en ligne)
- Pierre Hannick et Jean-Marie Duvosquel, La carte d'Arenberg de la Terre et Prévôté de Neufchâteau en 1609 : avec le Ban de Mellier et la seigneurerie de Bertrix : édition commentée et enrichie d'un dossier cartographique (XVIIIe-XXe siècle), Crédit communal, 1996 (ISBN 978-2-87193-239-0, lire en ligne)
- Maurice Aurélien Arnould, J. Baerten, W. Blockmans et Jean-Marie Duvosquel, Les Pays-Bas bourguignons : histoire et institutions : mélanges André Uyttebrouck, Archives et bibliothèques de Belgique, coll. « Archives et bibliothèques de Belgique : Bulletin mensuel de l' », 1996 (lire en ligne)
- André Lawalrée, Alain Dierkens, Centre Pierre-Joseph Redouté et Jean-Marie Duvosquel, Pierre-Joseph Redouté : 1759-1840 : la famille, l'oeuvre, Crédit communal, coll. « Saint-Hubert en Ardenne : art - histoire - folklore », 1996 (ISBN 978-2-87193-238-3, lire en ligne)
- Gérard Zègres et Jean-Marie Duvosquel, Le patois picard de Comines : lexique français - picard illustré, Société d'histoire de Comines-Warneton et de la région, coll. « Études et documents », 1998 (lire en ligne)
- Claire Billen, Xavier Canonne et Jean-Marie Duvosquel, Hainaut: mille ans pour l'avenir, Fonds Mercator, 1998 (ISBN 978-90-6153-414-3, lire en ligne)